# Mario & Luigi: Paper Jam Bros.
Mario & Luigi: Paper Jam Bros., noto in Nord America come Mario e Luigi: Paper Jam e in Giappone come Mario & Luigi RPG Paper Mario Mix (マリオ&ルイージRPG ペーパーマリオMIX?, Mario ando Ruīji Aru Pī Jī Pēpā Mario Mix) è un videogioco di ruolo per la console Nintendo 3DS sviluppato da AlphaDream. Il gioco è il quinto capitolo della serie Mario & Luigi, e funge da crossover tra quest'ultima e Paper Mario, quest'ultima una serie multi-genere sviluppata da Intelligent Systems. 
Annunciato per la prima volta durante il Nintendo Digital Event all'E3 2015, la data di uscita del gioco in Europa era originariamente prevista per la primavera 2016, tuttavia è stata in seguito anticipata al 4 dicembre 2015. Le musiche del gioco sono composte da Yōko Shimomura, come da tradizione per i giochi della serie Mario & Luigi.

## Trama
La storia inizia nella soffitta del Castello della Principessa Peach quando Luigi fa accidentalmente cadere un misterioso libro, al cui interno si svolge la serie di Paper Mario, versione cartacea di quella di Mario. Per tale ragione ogni cosa che vi era dentro inizia a prendere vita non appena le pagine si aprono e a diffondersi per il Regno dei Funghi. I due fratelli dovranno allearsi con Mario di carta con lo scopo di riportare i personaggi di Paper Mario nel proprio mondo, affrontando nel frattempo Bowser, che a sua volta si è alleato con la propria versione carta per rapire entrambe le versioni di Peach, rubando nel frattempo anche il libro che conteneva i protagonisti di Paper Mario.

## Modalità di gioco
Il gioco mischia elementi della serie Mario & Luigi con altri da Paper Mario. Il giocatore controlla contemporaneamente Mario, Luigi e Mario di carta tramite l'uso rispettivamente dei pulsanti A, B e Y. Nell'overworld Mario di carta può usare diverse tecniche, come quella di appiattirsi, per passare in spazi angusti. Il sistema di battaglia è incentrato sulla pressione di pulsanti al momento giusto, come nei precedenti titoli della serie. In battaglia, Mario di carta può inoltre creare copie di se stesso per potenziare i suoi attacchi, ed eseguire Attacchi Trio in cui i tre fratelli attaccano contemporaneamente i nemici, infliggendo danni considerevoli. Sono inoltre state introdotte sezioni in cui i tre eroi combattono delle battaglie basate sul ritmo a bordo dei "Modelloni", gigantesche strutture di carta a forma dei personaggi principali. Il gioco è inoltre compatibile con alcuni amiibo, che permettono di potenziare i personaggi in battaglia.

## Personaggi giocabili
- Mario: del trio dei protagonisti è il più bilanciato, con statistiche che crescono nella norma e di conseguenza versatile sia in attacco che in difesa. I suoi Attacchi Fratello possono inferire status alterati ai nemici ed infliggere danno ad area e, siccome molti sono basati sul fuoco, sono molto efficaci contro i nemici di carta.
- Luigi: rispetto a suo fratello Mario, Luigi è più lento ed ha meno punti attacco ma è il più difensivo dei tre. Grazie ai suoi elevati punti vita e difesa è capace infatti di resistere a numerosi attacchi. Nonostante ciò, Luigi è il personaggio coi punti baffi più alti, che compensano il suo attacco non così alto con un'elevata probabilità di infliggere un danno critico.
- Paper Mario: è il personaggio con le statistiche di attacco e velocità più alte. Concentrandosi sull'offensiva non ha molti punti vita e la crescita della sua difesa è ostica, ma può fotocopiarsi per moltiplicare i già ingenti danni che infligge in base al numero di copie ed incrementare sensibilmente quelli che può subire.

## Personaggi non giocabili
- Peach
- Peach di carta (Paper Peach)
- Bowser
- Bowser di carta (Paper Bowser)
- Bowser Junior
- Bowser Junior di carta (Paper Bowser Jr.)
- Dorastella
- Kamek
- Kamek di carta (Paper Kamek)
- Toadette